# Aede
|  | No s'ha de confondre amb Aede (mitologia) o Associació d'Editors de Diaris Espanyols. |

Un aede era un poeta i cantor de l'antiga Grècia que transmetia oralment les seves composicions. Els aedes estaven especialitzats en la poesia èpica, en la qual cantaven sobre les lluites dels déus i les seves interferències en la vida dels homes i lloaven les gestes dels herois grecs, escampant llur fama. Cantaven acompanyats de la lira en banquets i festes per delit dels que els escoltaven. En època històrica foren substituïts pels rapsodes, que no participaven del procés creatiu sinó que reproduïen els texts dels poetes de més renom. Els aedes satisfeien el desig constant dels grecs d'assolir la glòria immortal i eterna, en tant que servien perquè el record dels herois romangués en la societat.
La creativitat dels aedes es troba en una posició intermèdia entre l'autoria dels poetes creadors i la interpretació dels rapsodes. Per mitjà d'estudis comparatius de literatura oral s'ha demostrat que la Ilíada i l'Odissea, com també les obres d'Hesíode, provenen d'una tradició èpica oral de segles i segles. Les tradicions de narrativa oral no tenen una transmissió dels texts exacta; són més tost els bards (aedes) els que van transmetent les històries de generació en generació, per mitjà d'un llenguatge poètic molt elaborat, ple de fórmules per ajudar a recordar grans quantitats de versos. Així, els aedes eren els que preservaven l'antiga tradició èpica grega oral i anaven forjant els texts. És en aquest context que apareix, raonablement, la figura d'Homer, sobre la qual s'ha debatut llargament. Posteriorment, amb l'aparició de l'escriptura, aquests texts es posaren per escrit (cap a final del segle viii aC i el segle vii aC), i així la tradició èpica oral dels aedes caigué en desús. Així mateix, els poetes autors i els rapsodes (intèrprets) ompliren el buit deixat pels aedes cap als segles v i iv aC.
En la poesia homèrica es representa els aedes com a poetes cantants professionals a les corts dels basileus, els quals a més de l'allotjament a la cort els pagaven uns honoraris. Els aedes d'Homer reciten tocant un instrument de corda (una lira) davant la taula del senyor i els seus convidats. Malgrat aquest caràcter culte que es descriu, una poesia ben elaborada destinada a l'alta societat, també podia existir entorns més populars on es divulgaven aquestes mateixes obres per aedes itinerants.
Hi ha acadèmics que han especulat amb la possibilitat que Homer hagués estat un aede. En tot cas, és clar que la tradició oral de la qual provenen tant la Ilíada com l'Odissea és la pròpia dels aedes, igual que la d'Hesíode.